# Günter Wehinger
Günter Wehinger (* 3. März 1961 in Lustenau) ist ein österreichischer Komponist sowie Flötist des Modern Jazz. 

## Leben und Wirken
Wehinger erhielt mit zehn Jahren Querflötenunterricht und begann mit vierzehn Jahren, auch Klavier zu spielen. Er absolvierte von 1978 bis 1982 eine klassische Ausbildung am Konservatorium in Feldkirch. Anschließend wandte er sich verstärkt dem Jazz zu und besuchte zwei Jahre lang die Jazzschule St. Gallen bei Albert Landolt und Art Lande; zusätzlich nahm er von 1987 bis 1989 Privatunterricht bei James Newton in Los Angeles. Er bildete eigene Bands mit amerikanischen Musikern, mit denen er vor allem eigene Kompositionen in Clubs wie dem Yoshies in Oakland oder der Knitting Factory in New York City aufführte. Auch trat er regelmäßig in der Schweiz, Österreich, Polen und Japan auf.
Neben einer Reihe von Jazzalben unter eigenem Namen bei Labels wie Minor Music oder Polygram legte er auch ein Soloalbum mit meditativer Flötenmusik vor. Weiterhin arbeitete er mit Kenny Werner, Marek Bałata und Adrian Mears, tritt aber auch im Trio mit dem Vibraphonisten Urs Wiesner und dem Bassisten André Buser oder dem Pianisten Chris Wiesendanger und Cellisten Daniel Pezzotti auf. Seit 2017 arbeitet er mit der Kotospielerin Karin Nakagawa zusammen, mit der er das Album Debussy... aufnahm.
Als Komponist schrieb er neben zahlreichen Jazzkompositionen, auch ausgehend von Jazzthemen Werke im Grenzbereich von Klassik und Jazz. 2001 wurde seine groß angelegte Komposition Double Entendre für Jazzquartett und Orchester im Festspielhaus Bregenz uraufgeführt. 2005 führte er auf Einladung der Philharmonie in Bydgoszcz neben diesem Werk zwei weitere Werke für die gleiche Besetzung auf (Summer Rain und Floating) auf. 
Der in Basel lebende Wehinger hatte Lehraufträge an den Musikhochschulen Basel, Bern und Zürich und gab mehrere Meisterkurse an verschiedenen Hochschulen in Deutschland und den Vereinigten Staaten, etwa am New England Conservatory. Auch veröffentlichte er das Buch „Eine kleine Geschichte des Jazz“ (2006; ISBN 3-9523103-2-8).

## Diskographische Hinweise
- As Promised (mit Peter Madsen, Peter Herbert, Pheeroan AkLaff; minor music, 1993)
- Cry Flute (mit Mike Cain, Anthony Cox, Pheeroan AkLaff; PolyGram 1995)
- Reflections (solo, Aura OM; 1995)
- The Hidden Jewel (mit Art Lande, Paul McCandless; Mystica, 2002)
- Frozen Time (mit seinem New Trio und seinem Doppelquartett; 2002, 2008)
- Trio (mit Bogdan Hołownia, Bronek Suchanek; Hobo, 2009)
- Yolante & Marie (mit Dietmar Kirchner, Karoly Gaspar; 2010)
- Flute On Fire (mit Julio Azcano, André Buser, Thomi Weiss u. a.; unit, 2018)
- Debussy... (mit Karin Nakagawa, Urs Wiesner, André Buser; unit, 2019)
- Music From A Distant Time (mit Urs Wiesner, Daniel C. Steiner; 2023)